# Вердуго, Горка
Го́рка Верду́го Маркоте́ги (исп. Gorka Verdugo Markotegi; род. 4 ноября 1978, Эчарри-Аранас) — бывший испанский профессиональный шоссейный велогонщик баскского происхождения, выступавший за команду «Euskaltel Euskadi».

## Биография
Первый профессиональный контракт Горка Вердуго подписал в 2004 году с главной баскской командой Euskaltel-Euskadi, в которой провёл всю карьеру.
В 2005 году Вердуго впервые в профессиональной карьере стартовал на супермногодневке и завершил дебютную Джиро на 68-й позиции. Через год стартовал на Тур де Франс, положив начало семилетнему периоду участия в этой гонке.
За годы выступлений в профессиональных велогонках Вердуго не одерживал побед. Его основной ролью в команде была поддержка на горных этапах лидеров — Самуэля Санчеса, Игора Антона, Микеля Ниеве. 
В 2008 году Вердуго был пятым в общем зачёте Вуэльты Валенсии, седьмым — на гонке Париж — Ницца. В 2012 году на полуклассической однодневке Джиро дель Пьемонте Вердуго единственный раз в карьере поднялся на подиум, став третьим и проиграв семь секунд Ригоберто Урану и секунду Луке Паолини. Лучшим результатом баска на Гранд-турах стало 11-е место на Вуэльте 2012 года.
В 2013 году, после закрытия проекта Euskaltel Euskadi Вердуго не смог найти себе новую команду и принял решение завершить карьеру.

## Результаты на Гранд-турах
| Гранд-тур       | 2005 | 2006 | 2007 | 2008 | 2009 | 2010 | 2011 | 2012 | 2013 |
| --------------- | ---- | ---- | ---- | ---- | ---- | ---- | ---- | ---- | ---- |
| Джиро д’Италия  | 68   | —    | —    | —    | —    | —    | —    | —    | 64   |
| Тур де Франс    | —    | 74   | 47   | 70   | 60   | 35   | 24   | DNF  | —    |
| Вуэльта Испании | —    | —    | —    | —    | —    | 83   | 36   | 11   | 63   |